# اویاگوئه
اویاگوئه یا اویاوی یک آتشفشان چینه‌ای آندزیتی در کوه‌های آند در مرز بولیوی و شمال شیلی است که در منقطهٔ آنتوفاگاستا شیلی و پوتوسی بولیوی قرار گرفته‌است. اویاگوئه بخشی از کمربند آتشفشانی آند با بالاترین ارتفاع ۵۸۶۸ متر از سطح دریا است. اویاگوئه بیشتر به دورهٔ پلیستوسن تعلق دارد.